# Terminón
Terminón es una localidad del municipio burgalés de Oña, en la Comunidad Autónoma de Castilla y León (España). Hay 16 personas empadronadas. 
La iglesia está dedicada a La Natividad de Nuestra Señora.

## Localidades limítrofes
Confina con las siguientes localidades:
- Al noreste con Oña.
- Al sureste con Pino de Bureba.
- Al sur con Castellanos de Bureba.
- Al oeste con Bentretea.

## Demografía
| Gráfica de evolución demográfica de Terminón entre 1842 y 1970 |
| |
| Población de derecho según los censos de población del INE. Población de hecho según los censos de población del INE.Entre el censo de 1981 y el anterior, este municipio desaparece porque se integra en el municipio Oña. |

Evolución de la población
| Gráfica de evolución demográfica de Terminón entre 2000 y 2017     |
|                                                                    |
| Población de derecho (2000-2017) según el padrón municipal del INE |

## Historia
Así se describe a Terminón en el tomo XIV del Diccionario geográfico-estadístico-histórico de España y sus posesiones de Ultramar, obra impulsada por Pascual Madoz a mediados del siglo XIX:

Villa con ayuntamiento en la provincia, audiencia territorial, capitanía general y diócesis de Burgos (9 leguas), partido judicial de Briviesca (4 ½). Situada en terreno llano, con buena ventilación, y clima frío, pero saludable; las enfermedades comunes son pulmonías, reumas y afecciones de pecho. Tiene 70 casas; escuela de instrucción primaria, dotada con 1.100 reales vellones; una iglesia parroquial (La Natividad de Nuestra Señora) servida por un cura párroco; próximo a ella está el cementerio. El término confina N Oña; E Pinx; S Castellanos, y O Bentretea. El terreno es de mediana calidad, secano y pedregoso, su monte está poblado de pinos silvestres, ca-rrascos y mata baja; corren por él los ríos Omino, Caderechano y Oca, que unidos con este último nombre pasan al término de Oña; al segundo le cruza un puente, y las aguas de todos se utilizan para el riego de huertos; contiene canteras de piedra. Los caminos son locales, y se hallan en mediano estado. El correo se recibe de Oña, los domingos, miércoles y viernes, y se despacha los sábados, martes y jueves. Producciones: cereales, legumbres, vino chacolí, hortalizas y frutas; cría ganado mular y cabrío; caza de perdices, tórtolas y zorras, y pesca de anguilas, truchas y barbos. Población: 26 vecinos, 102 almas. Capital productivo: 87.300 reales. Imponible: 2.634. Contribución: 483 reales 7 maravedíes.
Diccionario geográfico-estadístico-histórico de España y sus posesiones de Ultramar